# Williamstown (Pensilvânia)
Williamstown é um distrito localizado no estado norte-americano de Pensilvânia, no Condado de Dauphin.

## Demografia
Segundo o censo norte-americano de 2000, a sua população era de 1433 habitantes.
Em 2006, foi estimada uma população de 1357, um decréscimo de 76 (-5.3%).

## Geografia
De acordo com o United States Census Bureau tem uma área de
0,7 km², dos quais 0,7 km² cobertos por terra e 0,0 km² cobertos por água.

## Localidades na vizinhança
O diagrama seguinte representa as localidades num raio de 12 km ao redor de Williamstown.